# Jean-Marie Houvenagle
Jean-Marie Houvenagle est un homme politique français né le 31 mai 1813 à Saint-Brieuc (Côtes-du-Nord) et mort le 18 novembre 1865 à Saint-Brieuc.

## Biographie
Avocat, il est député des Côtes-d'Armor de 1848 à 1849, siégeant à droite.
Avocat briochin, Jean-Marie Houvenagle (1813-1865) tire ses origines du nord de la France. Célibataire sans enfant, il fait don à sa mort de son domaine des Châtelets à la ville de Saint-Brieuc.
Né le 31 mai 1813 à Saint-Brieuc, Jean-Marie Houvenagle y meurt le 17 novembre 1865. Il est le fils de Jacques-Jean, conseiller de préfecture et Marguerite Bernard, mariés en 1806 et domiciliés Grande-Rue-ès-Marchands (devenue rue Houvenagle par délibération du premier décembre 1865). La famille Houvenagle s'éteint après une courte présence à Saint-Brieuc. Aucun de leurs sept enfants ne se marie et n'a de descendance. 
- De Houvenaghel à Houvenagle :
La première trace de la famille Houvenagle remonte au 23 juillet 1776, au mariage des parents de Jacques-Jean. Sa mère, Jeanne-Perrine Gourio épouse « Jacques Houvenagle, fils majeur de feu André et de feue Marie-Jeanne Bourel, natif de Vieux-Berquin évêché de Saint-Omer,... l'époux ayant déclaré ne savoir signer ». Jacques-Jean naît en 1777. Sa sœur Jacquette «Houveinac», née en 1781, ne vécut que trois jours. 
- Propriétaire du domaine des Châtelets :  
À sa mort, Jean-Marie Houvenagle, propriétaire du domaine des Châtelets, en fait donation à la Ville et à l'Hospice de Saint-Brieuc. Il est revendu plus de 200.000 francs aux religieuses missionnaires, ce qui permet de financer l'extension de l'Hospice des Capucins. Jean-Marie l'avait reçu de la succession de François Dermitte, second époux de sa grand-mère paternelle Jeanne-Perrine Gourio. Ce négociant originaire de Bardos (64), ancien soldat grenadier du régiment du Poitou caserné à Saint-Brieuc, avait acquis l'ancien domaine épiscopal tombé en bien national à la Révolution. Jeanne-Perrine Gourio était issue de vieille souche briochine.

## Sources
- « Jean-Marie Houvenagle », dans Adolphe Robert et Gaston Cougny, Dictionnaire des parlementaires français, Edgar Bourloton, 1889-1891 [détail de l’édition]